# Полтавский пикинёрный полк

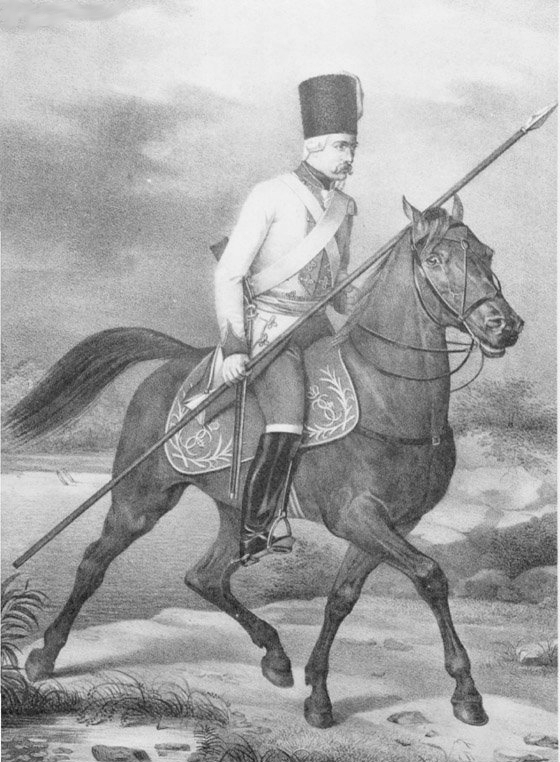
Кавалерист пикинёрных полков, 1764 — 1776 годов.

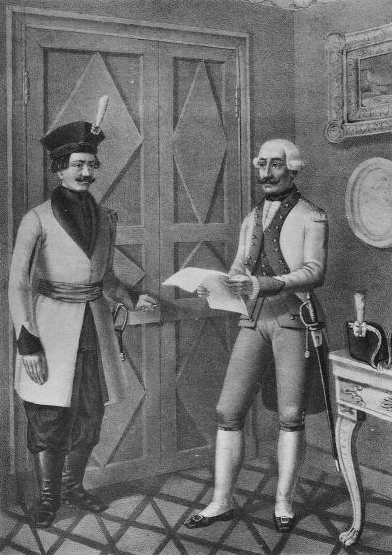
Рядовой Херсонского и обер-офицер Полтавского пикинёрных полков, с 1776 года по 1784 год.

Полтавский пикинёрный полк — поселенный кавалерийский полк Российской армии, вооружённый пиками, саблями и карабинами.
Пикинёрный полк двадцатиротного состава сформированный в Новороссийской губернии и наименован Полтавским в честь местности расселения личного состава полка и жителей в созданной губернии. Пикинёры были обязаны нести постоянную военную службу защищая Новороссию, от набегов османов, перекопских и крымских татар. 28 июня 1783 года пикинёрный полк вошёл в состав Мариупольского легкоконного.

## История
Полк сформирован 24 декабря 1776 года из 13 сотен бывших запорожских черкас, добровольцев из числа поселённых заднепровских казаков и крестьян, в составе двадцати рот со штаб-квартирой в местечке Новоселица Азовской губернии. Полку установлено померанцевое приборное сукно и чёрный кушак.
Военно-земледельческие поселение, расселённое поро́тно, в зависимости от местности, на расстоянии 6-8 верст, а в степной на 25-30 верст друг от друга. Каждое поселение для своей обороны должно было иметь маленькую крепостцу-шанец, по большей части в виде бастионного 4-х угольника, по 100 саженей в каждой его стороне. Четверть каждой роты составляли пешие стрелки-фузилёры. Остальная часть — конные пикинёры, вооружённые пиками, саблями и карабинами. Начиная с русско-турецкая войны 1768—1774 годов, личный состав Луганского пикинёрного полка принимал деятельное участие во всех войнах по защите народов на юго-западе России, в XVIII веке и начале XIX века. В 1776 полку назначен знамённый герб.
28 июня 1783 года, после присоединения Крыма к России, все пикинёрные полки были переформированы, и Полтавские пикинёры соединены с Луганскими для составления Мариупольского легкоконного полка.

## Знамённый герб
В 1775 году по заданию Военной коллегии был составлен новый (по сравнению со Знаменным гербовником Миниха) знаменный гербовник. Основную работу по составлению гербовника взял на себя герольдмейстер князь М. М. Щербатов. Поэтому гербовник получил в литературе название «Гербовник Щербатова». В Гербовнике содержались изображения 35 гербов для знамён русских полков, в том числе «Полтавского». В 1776 году был назначен знамённый герб для полка, подобный установленному, в 1730 году, для Полтавскаго гарнизоннаго полка, то есть щит, разделенный на четыре части, из коих в верхней, красной, две, крестообразно-положенныя шпаги; в нижней, голубой, золотая пирамида; в левой, белой, на зелёной земле, красное знамя, с Государственным гербом и, внутри его, вензелевым Именем Императора Петра I; в правой, белой же, на зелёной земле, пальмовое дерево.

## Командир
Ниже представлены командиры полка (полковые командиры, не все):
- 28.06.1777 — полковник Леванидов, Андрей Яковлевич
- 20.07.1783 — бригадир Голенищев-Кутузов, Михаил Илларионович

## Известные люди, служившие в полку
- С. А. Мухин, вахмистр, позднее генерал-лейтенант, военный топограф;
- В. И. Чевкин, секунд-майор (1777 — 1787)[2];
- В. Р. Щегловский, поручик, с 1781 года[3];